# Tong Ling
Tong Ling, är en kinesisk bordtennisspelare.
Vid världsmästerskapen i bordtennis 1979 i Pyongyang tog hon VM-brons i damsingel.
Två år senare vid världsmästerskapen i bordtennis 1981 i Novi Sad tog hon VM-guld i damlag, VM-guld i damsingel, VM-silver i damdubbel och VM-silver i mixeddubbel.